# بوب غرانت (لاعب كرة قدم أمريكية)
بوب غرانت (بالإنجليزية: Bob Grant)‏ هو لاعب كرة قدم أمريكية أمريكي، ولد في 14 أكتوبر 1946 في الولايات المتحدة.

## وصلات خارجية
- بوب غرانت على موقع مرجع كرة القدم المحترفة.كوم (الإنجليزية)